# Rue des Colonels-Renard
La rue des Colonels-Renard est une rue située dans le 17e arrondissement de Paris, en France.

## Situation et accès
La rue des Colonels-Renard débute perpendiculairement à la rue du Colonel-Moll, face au no 10, et se termine perpendiculairement à la rue d'Armaillé, face aux nos 15-19.
Jean-François Revel dans ses mémoires, Le Voleur dans la maison vide, qualifie cette rue d'« étroite et sombre ».
À la suite de la consultation publique du 20 octobre 2022, la voirie a été totalement modifiée et huit érables de type « champêtre » ont été plantés en 2023-2024.

## Origine du nom
Cette rue porte le nom de frères militaires :
- Charles Renard (1847-1905), lieutenant-colonel du génie, l'un des inventeurs du ballon dirigeable ;
- Paul Renard (1854-1933), lieutenant-colonel, collaborateur de son frère aîné.

## Historique
La rue a été ouverte en 1911 sous la dénomination « rue du Colonel-Renard » et rebaptisée en 1939 « rue des Colonels-Renard ».
Les immeubles ont été construits aux dates suivantes :
- no 1 : permis de construire du 26 septembre 1911[5] : M. Prager propriétaire et M. Flegenheimer architecte, immeuble de 6 étages d'habitation + un étage pour les chambres de bonnes.
- no 2 : permis de construire du 27 mars 1912[6] : M. Masson propriétaire et M. Dutemple architecte.
- no 3 : permis de construire du 15 avril 1912[5] : M. Loewe propriétaire et Henri Preslier architecte, 1913, immeuble de 6 étages d'habitation + un étage pour les chambres de bonnes. Immeuble en brique dans la cour comme au n°5.
- no 4 : permis de construire du 27 mars 1912[6]:idem que le no 2, les deux immeubles faisant partie du même ensemble.
- no 5 : permis de construire du ?, Henri Preslier[b] architecte en 1913, immeuble de 6 étages d'habitation + un étage pour les chambres de bonnes. Aspect identique au n°3
- no 6 : permis de construire du 13 juillet 1912[5] : M. de Virofano propriétaire et Henri Preslier architecte, 1911(sic), immeuble de 6 étages d'habitation + un étage pour les chambres de bonnes.
- no 8 : permis de construire du ?
- no 10 : permis de construire du ?

## Bâtiments remarquables et lieux de mémoire
Cette rue contient plusieurs lieux de mémoire :
- au no 1 : depuis très longtemps, le rez-de-chaussée de cet immeuble est occupé par un cabaret-restaurant. Cabaret russe dans la seconde partie du XXe siècle, le Palata[7] puis le Tsarévitch[8], c'est en 2010 un restaurant indien, le Darjeeling.
- au no 4 : Jiddu Krishnamurti habita à cette adresse en 1920[9].
- au no 5bis : faisant l'angle avec le 17, rue d'Armaillé, se trouve le centre Marmottan, fondé en 1971 par le psychiatre Claude Olievenstein dans les anciens locaux de l'hôpital Marmottan[10].
- au no 6 : le commerce au rez-de-chaussée droite était une pharmacie jusque dans les années 1970. Au premier étage de cette adresse habita Georges Gurdjieff (27 décembre 1877-29 octobre 1949), célèbre figure de l'ésotérisme[11],[12],[13].

## Pour approfondir